# 马道婆
马道婆，《红楼梦》人物，是贾宝玉寄名的干娘，是个见钱眼开的人。她一面要贾母每日捐五斤油点海灯给宝玉治病，一面与赵姨娘合计，作法去暗地里魇害宝玉和凤姐王熙凤。幸因僧道二人相救，宝玉、凤姐才幸免于难。第八十一回讲她因事败露，被事主抓获送官。